# Федунків Марина Гаврилівна
Марина Гаврилівна Федунків (рос. Марина Гавриловна Федункив; нар. 27 серпня 1971) — російська акторка українського походження. Фігурантка бази даних сайту «Миротворець» через «свідоме порушення державного кордону України. Гастролі на території окупованого Криму».

## Життєпис
Народилась 27 серпня 1971 року у Пермі.
Закінчила Пермський державний інститут мистецтва і культури 1998 року.
Батько за національністю українець був валторнистом, працював у симфонічному оркестрі, мати — мордовка, працювала технологом харчового виробництва.
Дитинство та юність провела на заході України. Дівчинка виросла в Україні, куди її відправили батьки, вважаючи, що в селі клімат буде набагато кориснішим, ніж у місті. Федунків виховували бабуся з дідусем. Активна та легка на підйом Марина брала участь у всіх виставах та постановках місцевого клубу.
Глава сім'ї, музикант-валторніст, який працював у місцевому оперному театрі та викладав у музичному училищі, запевняв, що дочці не було дано освоїти акторську майстерність. Але Марина ще у шкільному віці написала гумористичний сценарій про самогонників та поставила його у сільському клубі. Вона почала вивозити трупу на гастролі сусідніми селищами і заробила перші гроші. Школу закінчила у місті Бурштин Івано-Франківської області у 1988 році.
Закінчивши школу в Україні, Федунків повернулася до Пермі, де вступила на навчання до Інституту культури. Навчалася на режисерському факультеті, але конфліктний характер не дав їй закінчити навчання. Після сутички з викладачем студентку відрахували на 2-му курсі із формулюванням «за профнепридатність».
Через 2 роки дівчина вирішила продовжити освіту та повернулася до того ж навчального закладу, але вже до іншого майстра — Віктора Ільєва, з яким у студентки склалися теплі стосунки. Пізніше він називав Марину своєю найкращою ученицею. За цей час майбутня зірка сцени встигла попрацювати на овочебазі. Федунків прагматично підійшла до питання вибору підробітку — на дворі стояли 90-ті, треба було годувати сім'ю. Вплинуло і мамине виховання, вона також працювала у продовольчій сфері. Після повернення до творчості Марина використала той досвід, який отримала у робочому середовищі.
1998 року закінчила Пермський державний інститут мистецтва та культури (курс Віктора Ільєва). Після закінчення інституту почала грати у КВК та писати сценарії для студентських гумористичних проектів.
У 2002 році разом із командою «Добрянка» стала переможцем Першої ліги КВК у Казані та пройшла до Вищої ліги.
У різні роки до переїзду до Москви Федунків працювала провідницею на залізниці, масовиком-витівником на теплоході, нічним вихователем у дитячому будинку, продавцем на ринку, прачкою в Театрі юного глядача, сортувальником на овочевій базі, завідувачем клубу при Пермській фармацевтичній академії.
2008 року переїхала до Москви і починала пробувати себе на телебаченні. Серед перших проектів — гумористичні скетч-шоу «Даєш молодь!», «Все по-нашому» та «Валера TV» на СТС.
З 2010 стала грати одну з ролей в серіалі ТНТ «Реальні пацани» — маму Коляна.
У 2011 році знялася в одному з випусків гумористичного шоу Comedy Woman, а з 2013 року стала однією з його постійних актрис. Почала грати в антрепризних спектаклях «Підшукую дружину. Недорого!» з Тетяною Морозовою, Олегом Верещагіним та Олександром Стекольниковим, а також «Нельотна погода, або Шлюбний сезон у пінгвінів» зі Світланою Пермяковою, Аристархом Венесом та Романом Богдановим.
У 2016 році знялася у новому сезоні серіалу «Реальні пацани».
У грудні 2016 року в інтернеті відбулася прем'єра міні-серіалу «Подруга», в якому Федунків знялася разом із колишнім солістом гурту «Вінтаж» — Ганною Плетньовою. Сюжетом серіалу стали звільнення Федунків з Comedy Woman, а Плетньової — із групи «Вінтаж». 25 січня 2017 року в світ вийшли однойменний спільний сингл Федунків та Плетньовий та відеокліп на нього.
З жовтня 2016 року — ведуча програми «Все просто» на телеканалі «360°», з січня 2019 року — ведуча програми «Запросіть на весілля» на телеканалі «Росія-1».
З лютого 2019 року — член журі шоу «Один на один» на телеканалі «Росія-1».
З січня 2019 року — головна героїня рекламної кампанії банку «Східний».
Instagram-блогер. У вересні 2016 року кількість передплатників облікового запису Федунків перевищила 1 млн осіб, а в лютому 2018 року — 2 млн.
З 2018 року розміщує відео на своєму YouTube-каналі «Марина Федунків SHOW», на 2023 рік кількість підписників складала 4 тисячі.
В 2023 році вийшов серіал Кафе Куба, де Федунків виконала роль Тамари.

## Вибрана фільмографія
- Zомбоящик (2018)
- Бабуся легкої поведінки (2017)
- Реальні пацани (2010—2019)
- Даєш молодь! (2009—2013)
- Кафе Куба (2023)